# Las Vegas Film Critics Society Award per il miglior montaggio
Il Las Vegas Film Critics Society Award per il miglior montatore è una categoria di premi assegnata da Las Vegas Film Critics Society, per il miglior montatore dell'anno, a partire dal 1999.

## Vincitori e candidati
I vincitori sono indicati in grassetto.
- 1999
  - Eric Zumbrunnen - Essere John Malkovich (Being John Malkovich)
  - Tariq Anwar - American Beauty (American Beauty)
  - Christopher Greenbury - American Beauty (American Beauty)
  - James Haygood - Fight Club (Fight Club)
  - Niven Howie - Lock & Stock - Pazzi scatenati (Lock, Stock and Two Smoking Barrels)
  - Zach Staenberg - Matrix (The Matrix)
- 2000
  - Pietro Scalia - Il gladiatore (Gladiator)
  - Joe Hutshing e Saar Klein - Quasi famosi (Almost Famous)
  - Conrad Buff IV - Thirteen Days (Thirteen Days)
  - Stephen Mirrione - Traffic (Traffic)
  - Dede Allen - Wonder Boys (Wonder Boys)
- 2001
  - Peter Jackson - Il Signore degli Anelli - La Compagnia dell'Anello (The Lord of the Rings: The Fellowship of the Ring)
- 2002
  - Michael J. Horton e Jabez Olssen - Il Signore degli Anelli - Le due torri (The Lord of the Rings: The Two Towers)
- 2003
  - Sally Menke - Kill Bill: Volume 1 (Kill Bill vol. 1)
- 2004
  - Thelma Schoonmaker - The Aviator (The Aviator)
- 2005
  - Jamie Selkirk - King Kong (King Kong)
- 2006
  - Thelma Schoonmaker - The Departed - Il bene e il male (The Departed)
- 2007
  - Christopher Rouse - The Bourne Ultimatum - Il ritorno dello sciacallo (The Bourne Ultimatum - Il ritorno dello sciacallo)
- 2008
  - Daniel P. Hanley e Mike Hill - Frost/Nixon - Il duello (Frost/Nixon)